# Nintendo MP3 Player
Nintendo MP3 Player är ett tillbehör till konsolen Nintendo DS. Detta tillbehör är tillverkat av det japanska företaget Nintendo och gör det möjligt att använda konsolen som en MP3-spelare. Tillbehöret använder sig av vanliga minneskort av typen Secure Digital för lagring av information. Tillbehöret kan spela upp det lagrade ljudet via ett separat hörlursuttag och blir på så sätt inte begränsad av den hårdvara som för tillfället används. Tillbehöret passar även till Game Boy Advance, Game Boy Advance SP och Game Boy Micro och Game Boy Player.